# Exilio republicano español en México

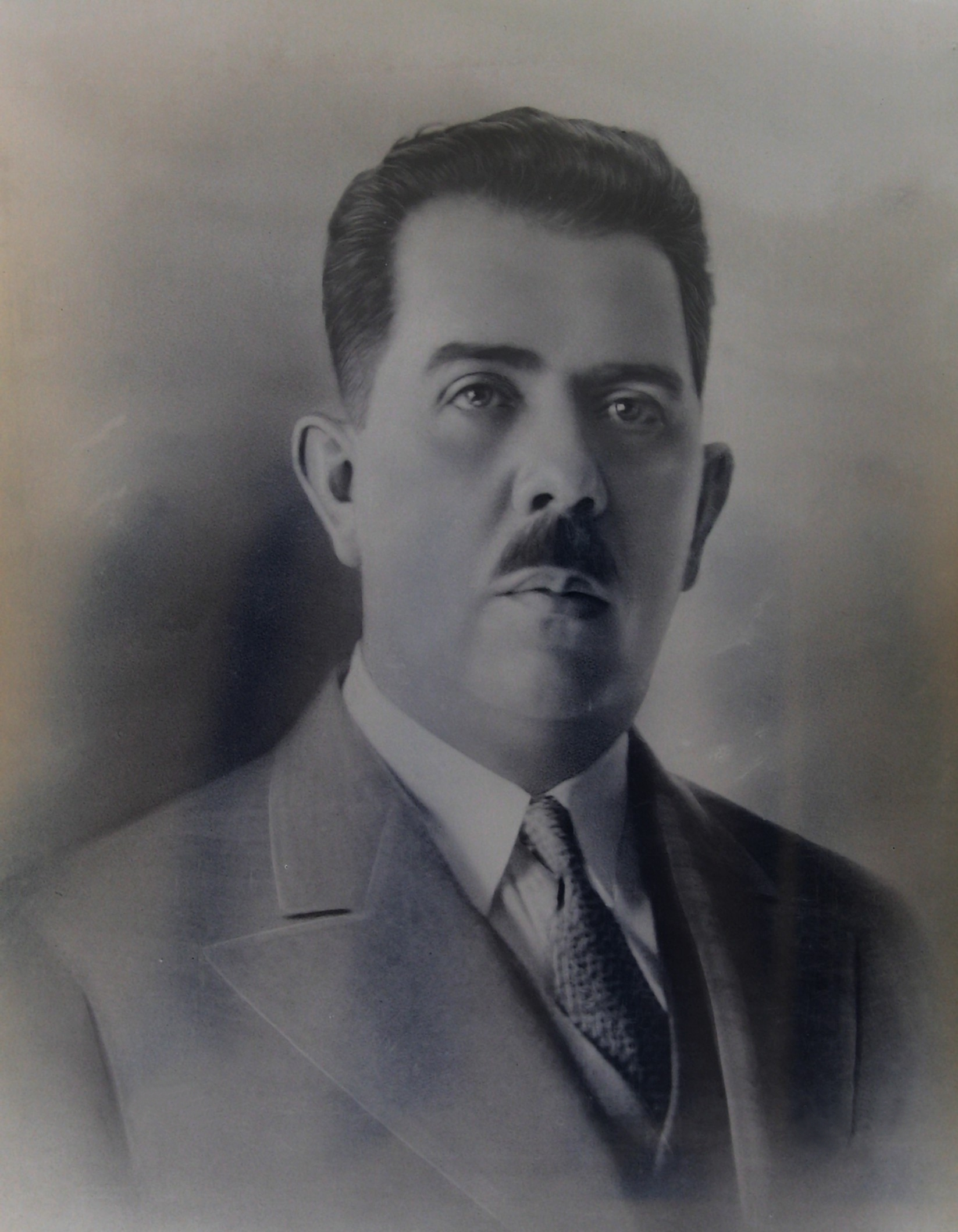
El presidente mexicano Lázaro Cárdenas fue partidario de acoger a los exiliados españoles.

El exilio republicano español en México se refiere a aquellos exiliados españoles que México acogió tras la derrota republicana en la guerra civil española (1936-1939). Se estima que el país norteamericano acogió entre 20 000 y 25 000 refugiados españoles entre 1939 y 1942, a iniciativa del presidente Lázaro Cárdenas.
A los refugiados españoles en México se los caracterizó como un «selecto grupo de alto nivel», heterogéneo y con abundancia de artistas, catedráticos y profesionales, aunque se estima que este tipo de inmigración «intelectual» o de «élite» conformaba aproximadamente un 25 % del total (unos 5500). El mayor contingente de refugiados lo conformaron españoles de la clase media urbana y en mucho menor número obreros y campesinos, pues la clase baja no tuvo apenas posibilidades de escapar del país, así como militares, marinos y pilotos, economistas y hombres de Estado, todos ellos vinculados al Gobierno republicano derrotado en la guerra civil española.

## Primeros grupos de exiliados

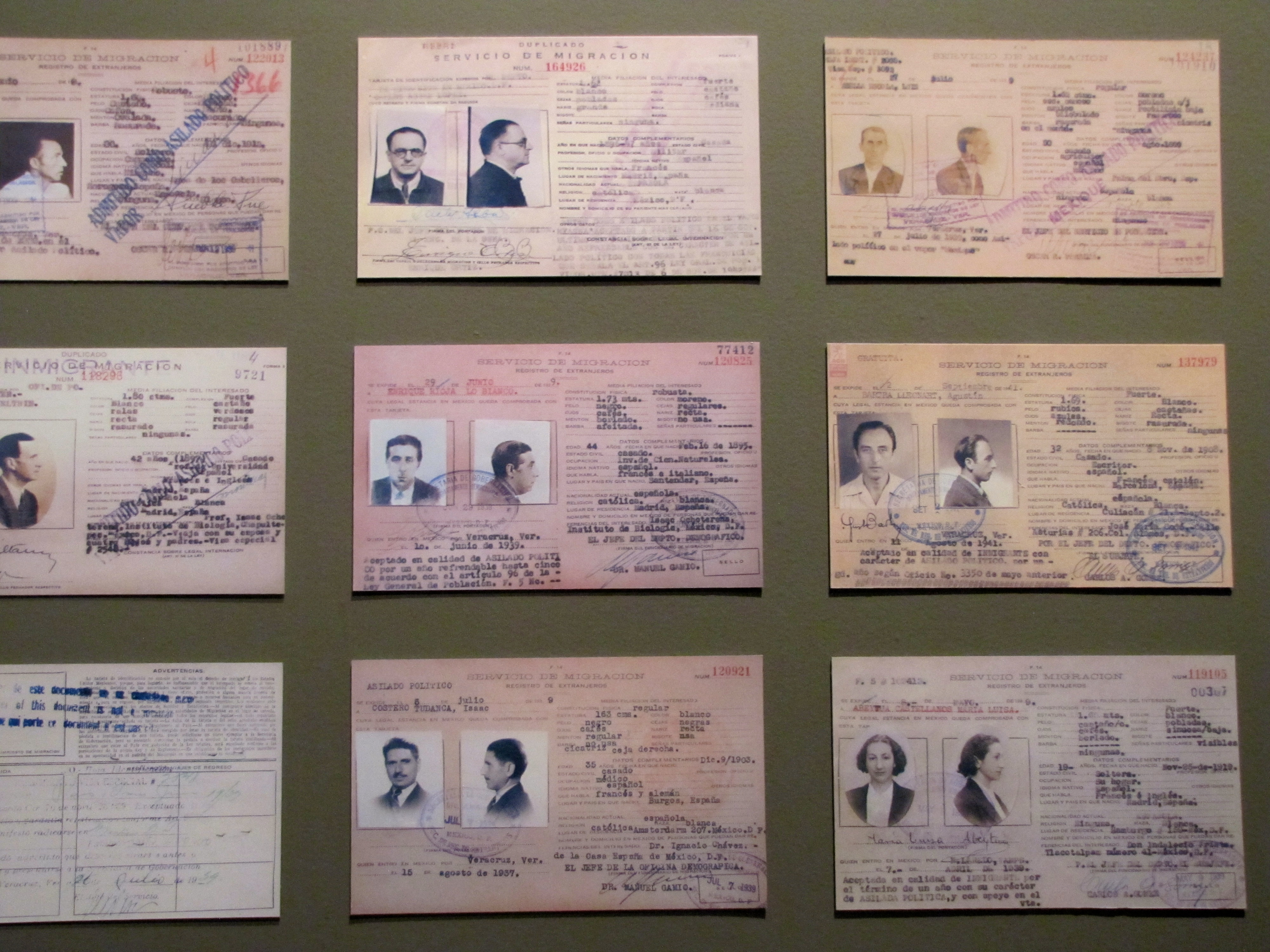
Identificaciones mexicanas de los refugiados españoles que se quedaron a vivir en Ciudad de México.

La historiadora argentina Clara Lida, especialista del exilio español en México, señala:

Fue a Daniel Cosío Villegas —encargado de negocios en Portugal— a quien antes que a nadie, se le ocurrió la idea de que México debía acoger a científicos e intelectuales españoles, para que continuaran sus actividades, mientras la República Española luchaba contra el fascismo y se decidía el futuro de España y en previsión de que la República fuese derrotada.

Afirma el académico mexicano Antonio Alatorre:

La tarea que hicieron es de un valor absolutamente inapreciable, había que ver renglón por renglón qué ha sido México antes y después de estos grandes hombres.

Los refugiados ayudaron a crear la Casa de España en México, hoy llamada El Colegio de México, y también el Fondo de Cultura Económica, así como a reforzar el profesorado de la UNAM y el IPN. Entre otras muchas aportaciones de los científicos españoles refugiados, se creó la revista Ciencia, fundada por Ignacio Bolívar y Urrutia.

El exilio español enriqueció al continente americano con la llegada de filósofos como María Zambrano, los poetas León Felipe, Luis Cernuda y Juan Rejano, narradores como Francisco Ayala y Max Aub, quienes alejaron con buen humor la pena del destierro.

El museógrafo mexicano Fernando Gamboa indica:

Entre los muchos que ya no viven, un gran número de ellos honró nuestro suelo con sus restos mortales. Recuerdo con fervor y rindo mi tributo a Luis Buñuel, Rodolfo Halffter, Remedios Varo, Roberto Fernández Balbuena, quien junto con Sánchez Cantón, Alberti, Renau y Ceferino Colinas, salvó los tesoros del Museo del Prado, transportando sus colecciones a Ginebra, bajo el fuego de bombardeos aéreos, en un enorme convoy formado por más de treinta inmensos camiones, episodio heroico que yo presencié en Valencia en 1937. La lista es larga: Pedro Bosch Gimpera, el oftalmólogo Manuel Márquez Rodríguez, Enrique Díez-Canedo, Joaquín Xirau, José Giral, José Puche, Juan Comas, los entomólogos Ignacio y Cándido Bolívar, José Gaos, Adolfo Salazar, el economista Antonio Sacristán, Pí Suñer, Bernardo Giner de los Ríos, Max Aub, Emilio Prados, Eduardo Ugarte, Pedro Garfias, Luis Recaséns Siches, Eugenio Ímaz, Alardo Prats, Agustí Bartra, Juan Rejano, León Felipe, Ceferino e Isabel Palencia, Ricardo Vinós, Rubén Landa, Margarita Nelken, Adrián Vilalta, Concha Méndez, Demófilo De Buen, Mariano Ruiz-Funes, el general José Miaja, el defensor de Madrid, a quien conocí en aquella heroica capital en 1937, Enrique F. Gual -que fue director de este museo (Museo de Arte de San Carlos)-, Otto Mayer Serra, los sacerdotes católicos José Ertze Garamendi y José Manuel Gallegos Rocafull, Juan Naves, en fin, tantas y tantas grandes figuras a quienes tuve el honor de tratar y con muchas de las cuales trabajé estrechamente y las recuerdo con veneración, sobre todo a Juan Larrea y a José Bergamín, quienes murieron lejos de México, pero que hicieron tanto por él.

## Universitarios del exilio

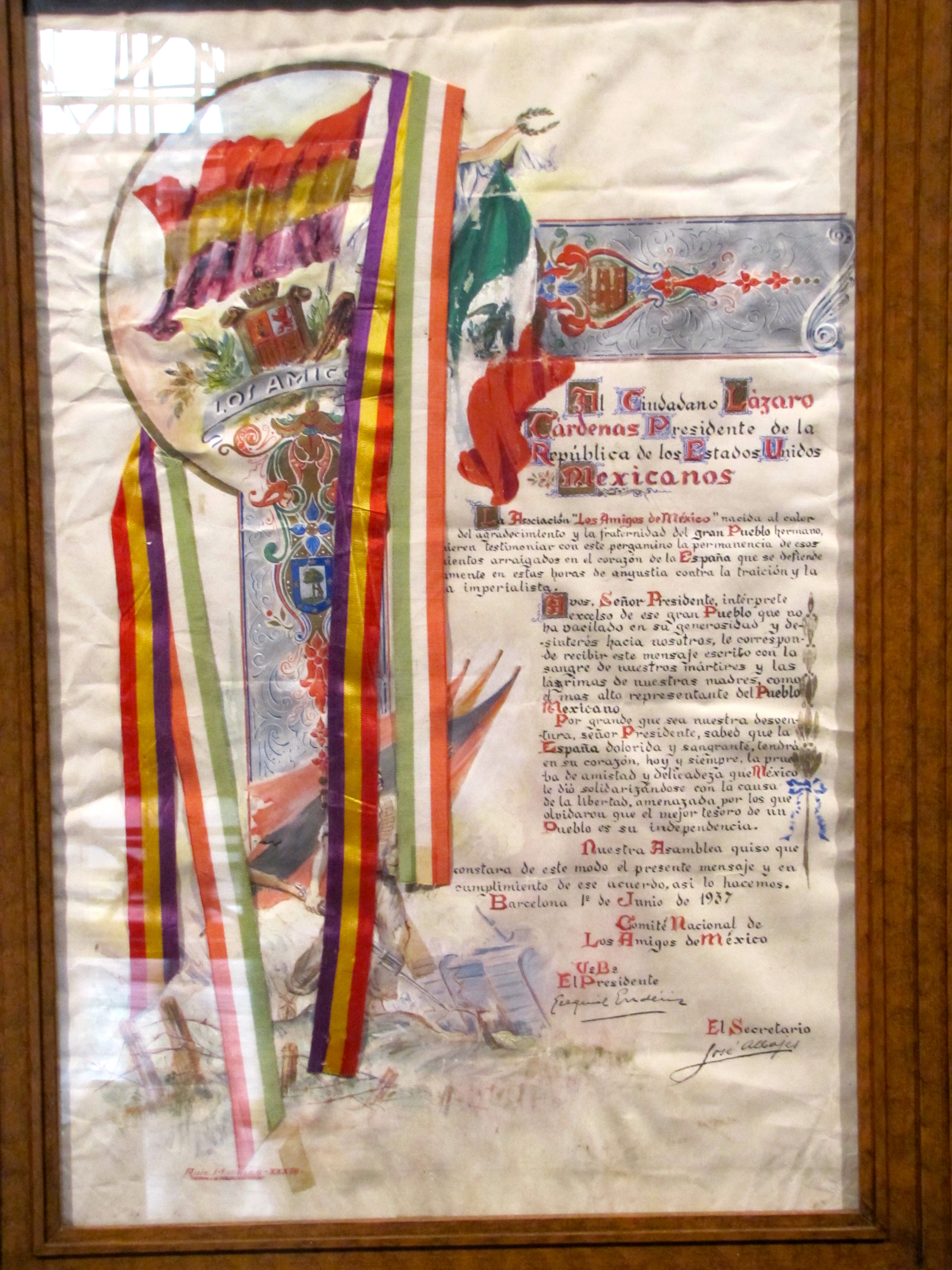
Diploma de «La Asociación de los amigos de México» a Lázaro Cárdenas, presidente de México, 1937.

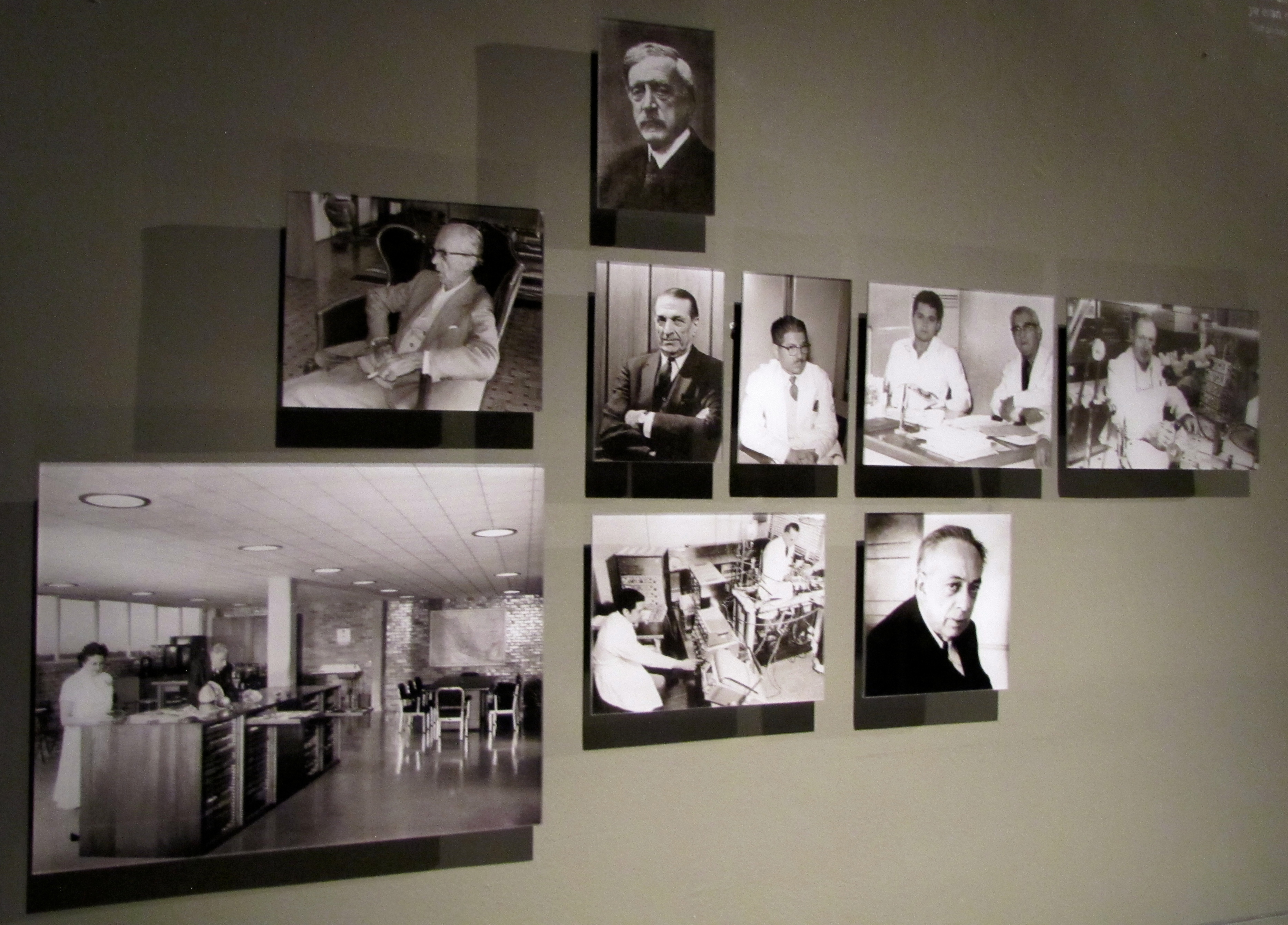
Fotografías de diversos científicos españoles que reanudaron, en instituciones como la UNAM o el IPN, las investigaciones que habían iniciado en su país.

La presencia y relevancia del exilio republicano español en la Universidad Nacional Autónoma de México se ha reflejado en las áreas de humanidades, investigación científica y difusión cultural. Ignacio García Téllez, quien fuera representante del expresidente de México, Lázaro Cárdenas, recibió en el puerto de Veracruz a la primera oleada de exiliados que llegaron a bordo del Sinaia, primer buque del exilio, y les dio la bienvenida a México, diciendo: 

Los altos valores que representáis en las ciencias y en las letras contribuirán al brillo de la cultura nacional y recogeremos, a la vez, el ejemplo de superación de la intelectualidad española que puso su patrimonio espiritual al servicio de la república.

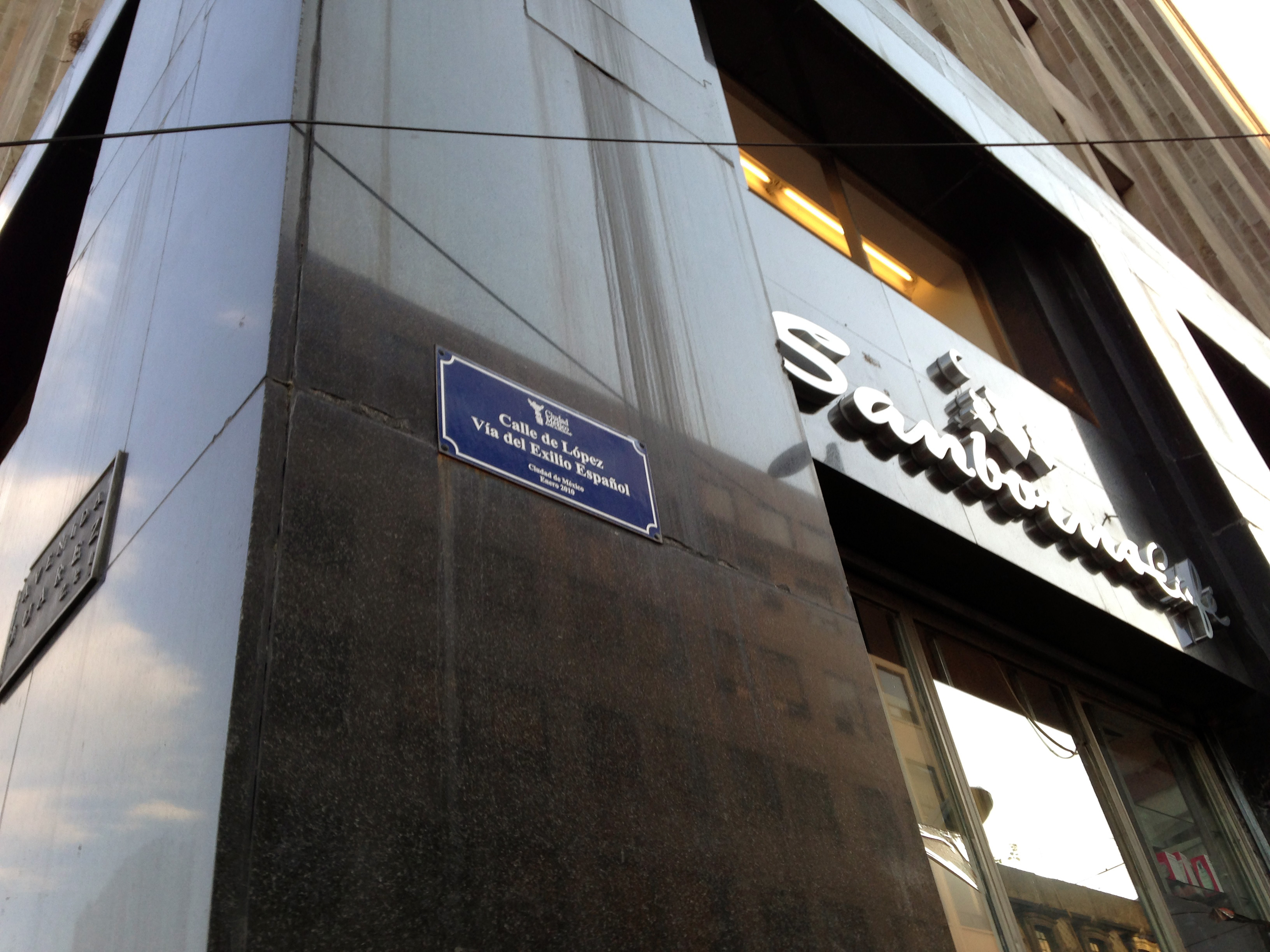
Calle de López, renombrada como Vía del Exilio Español en la capital mexicana.

Estos exiliados se incorporaron al proyecto mexicano de educación universitaria; entre ellos, la UNAM destacó como profesores o investigadores eméritos a Carlos Bosch García, Óscar de Buen, Francisco Giral González, Eduardo Nicol, Juan Antonio Ortega y Medina, Wenceslao Roces y Adolfo Sánchez Vázquez.

### Carlos Bosch García
Carlos Bosch García nació en Barcelona en 1919 y llegó a México acompañado de su padre, Pedro Bosch Gimpera. Realizó sus estudios de doctorado en la Facultad de Filosofía y Letras de la UNAM y es autor de textos históricos como La esclavitud entre los aztecas, Historia diplomática de México con los Estados Unidos, Latinoamérica, una interpretación global de la dispersión en el siglo xix y El mester político de Poinsett en México. Su labor como docente incluyó ser investigador del Instituto de Investigaciones HIstóricas de la UNAM, secretario de la Sociedad Mexicana de Historia y colaborador de la Dirección General de Publicaciones de la UNAM.

### Óscar de Buen
Óscar de Buen López de Heredia nació en Madrid en 1925. Se graduó como ingeniero civil en la Facultad de Ingeniería de la UNAM. Recibió el Premio Nacional de la Academia Mexicana de Ingeniería, el Premio de la Academia Nacional de Ingenieros y el Premio Universidad en el área de Ciencias Exactas. Obtuvo el premio al mejor libro de ingenieros civiles con su obra Estructuras de acero. Comportamiento y diseño. Participó en la construcción del Auditorio Nacional, de la basílica de Guadalupe, del Estadio Azteca, de la Torre de Pemex y de la Torre de la Compañía Mexicana de Aviación.

### Francisco Giral González

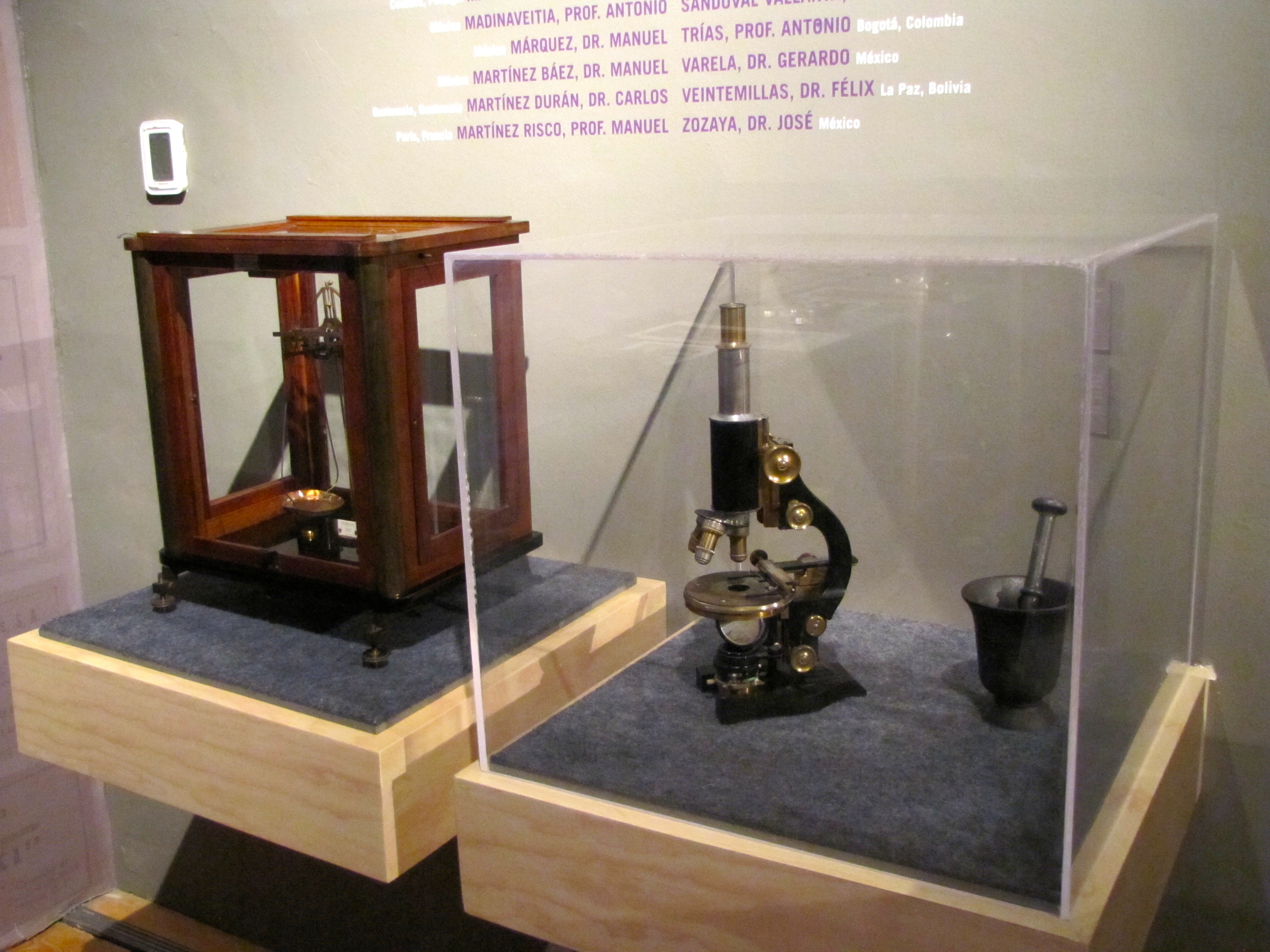
Una balanza analítica y un microscopio óptico son algunos de los muchos instrumentos que los científicos españoles introdujeron en México.

Francisco Giral González nació en Salamanca en 1911 y llegó a México en 1939 siendo profesor de química orgánica en la Universidad de Santiago de Compostela. Miembro de El Colegio de México, fundador de la revista mexicana Ciencia, director del Laboratorio de Antipalúdicos Sintéticos y secretario general de la Secretaría de Salubridad y Asistencia, también fue secretario general de la Unión de Profesores Universitarios Españoles en el Extranjero.

### Eduardo Nicol
Eduardo Nicol, nacido en 1907 en Barcelona, ingresó como catedrático en la UNAM solo un año después de haber llegado a México. Cofundador del Instituto de Investigaciones Filosóficas y fundador del Seminario de Metafísica de la UNAM. Becario de la Fundación Rockefeller, decano del Colegio de Filosofía y acreedor a la Medalla Justo Sierra.

### Juan Antonio Ortega y Medina
Juan Antonio Ortega y Medina nació en Málaga en 1913. Magistrado en su ciudad natal y en Madrid, llegó a México en 1940 para doctorarse en la Facultad de Filosofía y Letras de la UNAM. Miembro de la Academia Mexicana de la Historia, director del Anuario de Historia de la UNAM y autor de diversas obras de historiografía mexicana, como México en la conciencia anglosajona, Humboldt desde México, Polémicas y ensayos en torno a la historia, La evangelización puritana de Norteamérica y La teoría científica de la historia.

### Wenceslao Roces
Wenceslao Roces nació en Asturias en 1897 y llegó a México en 1939. Fue el primer traductor al español de la obra de Carlos Marx y de Wilhelm Dilthey; colaborador, desde su llegada, en el Fondo de Cultura Económica y de la Facultad de Filosofía y Letras de la UNAM. El gobierno mexicano le otorgó el reconocimiento de la Orden Mexicana del Águila Azteca, y entre sus obras literarias destacan La cultura de nuestro tiempo, El vicio del modernismo en la historia antigua y Los problemas de la Universidad.

### Adolfo Sánchez Vázquez
Adolfo Sánchez Vázquez, nacido en Cádiz en 1912, llegó a México a bordo del Sinaia en 1939. Doctorado por la Facultad de Filosofía en la UNAM, catedrático de tiempo completo, coordinador del Colegio de Filosofía e investigador especializado en estética. Traductor de la filosofía marxista, estética y filosofía de la praxis. Entre sus obras destacadas se encuentran: Las ideas estéticas de Marx, Filosofía de la praxis, Ética, estética y marxismo, Del socialismo científico al socialismo utópico y Ensayos marxistas sobre historia y política.

### José Gaos
José Gaos nació en Gijón en 1900 y llegó a México en el verano de 1938, obteniendo posteriormente la nacionalidad mexicana el 10 de julio de 1941. Realiza una serie de conferencias en universidades. Miembro de la Casa de España en México (1939) que más tarde sería El Colegio de México. Profesor de la Universidad Michoacana de San Nicolás de Hidalgo (1938-1939) y de la Universidad Nacional Autónoma de México (1939–1969).

## Ley de Memoria Histórica
Aproximadamente 170.183 descendientes de españoles exiliados, según datos del ministerio español de Asuntos Exteriores y de Cooperación, adquirieron la nacionalidad española gracias a la Ley de Memoria Histórica, una ambiciosa y compleja norma que aspira a reconocer y ampliar los derechos de quienes sufrieron la guerra civil Española y la represión de la dictadura de Francisco Franco. El apartado que permitía la obtención de la nacionalidad estuvo vigente desde el 28 de diciembre de 2007, y hasta el 28 de diciembre del 2011.